# Velia (nome)
Velia  è un nome proprio di persona italiano femminile.

## Varianti
- Femminili
  - Alterati: Velina[2][4], Veliana[2]
- Maschili: Velio[1][2][4]
  - Alterati: Velino[4]

## Origine e diffusione
Si tratta di un nome moderatamente diffuso in Italia, attestato perlopiù al femminile, concentrato maggiormente in Lazio e Toscana e più raro nel Meridione; non ha una tradizione onomastica ben definita e la sua origine è quindi incerta. In diversi casi viene ricondotto a Velius/Velia, un tardo nome latino dall'origine a sua volta dubbia, forse riconducibile al nome di Velia, un'antica città della Magna Grecia situata presso l'odierna Ascea, oppure avente il significato di "nascosto", "occultato".
Specialmente in Toscana, può anche rappresentare una ripresa del nome di Velia, una popolana fiorentina protagonista dell'romanzo di Bruno Cicognani La Velia; secondo alcune fonti, il nome del personaggio è a sua volta una ripresa diretta di quello della città greca.
Infine, in alcuni casi il nome può rappresentare anche una forma abbreviata di Evelina o delle sue variante Evelia e Avelia.

## Onomastico
Nessuna santa ha mai portato il nome "Velia", che è quindi adespota; l'onomastico si può eventualmente festeggiare il 1º novembre, festa di Ognissanti.
Esiste un sant'Evelio o Evellio, talvolta chiamato anche Velio, consigliere di Nerone convertito al cristianesimo e quindi martirizzato nella città di Pisa, ricordato in data 11 maggio; alcune fonti citano un presunto "san Velio vescovo" commemorato il 12 febbraio, di cui però non v'è traccia nelle fonti agiografiche.

## Persone

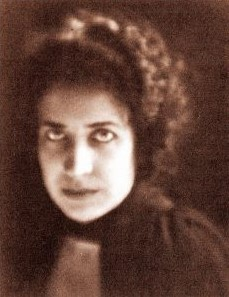
Velia Titta

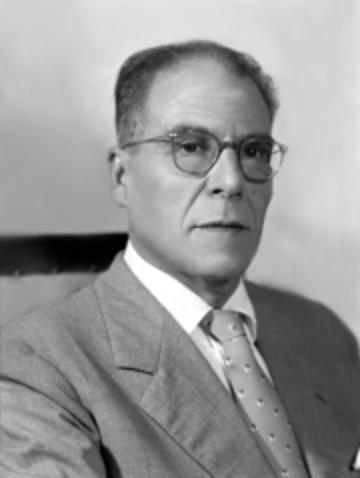
Velio Spano

- Velia Sacchi, partigiana e giornalista italiana
- Velia Titta, poetessa e romanziera italiana

### Variante maschile Velio
- Velio Carratoni, giornalista, critico musicale, scrittore ed editore italiano
- Velio Spano, politico e antifascista italiano

## Il nome nelle arti
- Velia è il nome della protagonista del romanzo Bruno Cicognani dal titolo La Velia.
- Velia è un personaggio della serie Pokémon.